# David Crowder Band
David Crowder Band' é uma banda cristã de rock eletrônico e adoração criada em 1996 e composta por 6 membros de Waco, Texas, famosa por usar vários instrumentos eletrônicos inusitados em suas músicas, como por exemplo um iPhone e um controle do jogo Guitar Hero, e, por isso, é considerada uma banda original pelo público.
Em 2012 a banda encerrou oficialmente suas atividades e o vocalista David Crownder anunciou sua carreira solo no final de 2013.

## Discografia

### Álbuns
1. Pour Over Me (1998)
2. All I Can Say (1999)
3. Can You Hear Us? (2002)
4. Illuminate (2003) U.S. #84[6]
5. A Collision (2005) U.S. #39
6. Remedy (2007) U.S. #22
7. Remedy Club Tour (2008) U.S. #88
8. Church Music (September 22, 2009) U.S. #11
9. Oh For Joy (October 4, 2011)
10. Give Us Rest (January 10, 2012) U.S. #2

### EPs
1. The Green CD (2002)
2. The Yellow CD (2003)
3. The Lime CD (2004)
4. Sunsets & Sushi (2005)
5. B Collision (2006) U.S. #118
6. The Acoustic Songs (2009)